# Грабунський заказник
Гра́бунський зака́зник — ботанічний заказник місцевого значення в Україні. Розташований у межах Сарненського району Рівненської області, на північ від села Грабунь. 
Площа 769 га. Статус присвоєно згідно з рішенням Рівненського облвиконкому від 22.11.1983 року № 343 (зі змінами рішення облвиконкому № 98 від 18.06.1991 року та рішення облради № 1331 від 25.09.2009 року). Перебуває у віданні ДП «Рокитнівський лісгосп» (Березівське л-во, кв. 31-34, 36-38). 
Статус присвоєно для збереження частини лісо-болотного масиву. На підвищених ділянках у деревостані переважають насадження сосни.